# 二七路駅
二七路駅（にしちろえき）は湖北省武漢市江岸区に位置する武漢地下鉄1号線の駅である。

## 利用可能な鉄道路線
- 武漢地下鉄
  - ■1号線

## 歴史
- 2010年7月29日 - 1号線開通。

## 隣の駅
武漢地下鉄
■1号線
徐州新村駅 - 二七路駅 - 頭道街駅
座標: 北緯30度37分39秒 東経114度18分48秒 / 北緯30.62758度 東経114.31346度